# Somsanith Vongkotrattana
Prinz Somsanith Vongkotrattana (* 19. April 1913 in Luang Prabang; † 1975) war ein laotischer Politiker und mehrfacher Minister zwischen 1946 und 1960.

## Lebensweg
Somsanith Vongkotrattana stammte aus einer Seitenlinie der Königsfamilie von Luang Prabang. Sein Vater war Prinz Khammanh Vongkotrattana, seine Mutter Prinzessin Sanghiemkham, die sich später scheiden ließ. Nach seiner Ausbildung trat er in den Dienst der französischen Kolonialverwaltung und wurde 1942 Herr (chao) des Bezirks (meuang) von Vientiane bis 1945.
In der 1946 gebildeten freien Lao-Issara-Regierung war er, auch im Exil in Bangkok, bis zum 24. Oktober 1949 Innenminister. Nach seiner Rückkehr wurde er in der königlichen Regierung zuerst Finanzminister, dann als Nachfolger von Khammao Vilai Justizminister.
1952 folgte seine Ernennung zum Gouverneur der Provinz Luang Namtha. Ab 1954 war er Generaldirektor der Polizei. Im zweiten Kabinett von Souvanna Phouma wurde er Staatssekretär für Inneres, eine Position, die er auch in dessen erster Koalitionsregierung behielt.
Im Januar 1960 wurde er unter Kou Abhy Innenminister. Nach den manipulierten Wahlen vom April 1960 wurde er am 3. Juni 1960 Premierminister. Er galt jedoch lediglich als Strohmann für Phoumi Nosavan, den Anführer der Rechten im Laotischen Bürgerkrieg. Im Staatsstreich des neutralistischen Hauptmanns Kong Le am 9. August wurde er entmachtet. Von 1961 bis 1963 war er Sprecher der Nationalversammlung.
1973 erfolgte seine Ernennung als eines der zwölf Mitglieder des königlichen Rates (Thipuksā Phramahākaxāt). Er verstarb 1975.
Sein Sohn Prinz Nithakhong Somsanith (* 1959 (?)), gilt als begnadeter Künstler für traditionelle Goldstickerei.